# Zwiad Endeladze
Zwiad Endeladze (ur. 7 kwietnia 1966 w Adigeni) – gruziński piłkarz grający na pozycji napastnika. 

## Kariera piłkarska
Przygodę z piłką Endeladze rozpoczął w 1988 w Metalurgi Rustawi. Po dwóch sezonach przeniósł się do FC Sairme Bagdati, w barwach którego w 44 spotkaniach strzelił 37 bramek. Kolejnym przystankiem w karierze była SK Samtredia, którą w 1992 zamienił na Margweti Zestaponi.
Jako zawodnik Margweti odniósł największe sukcesy w swojej karierze. Sezon 1995/96 zakończył jako król strzelców Umaglesi Liga z 40 bramkami na koncie. Ten wynik pozwolił mu zdobyć Europejskiego Złotego Buta za największą ilość strzelonych bramek w ligach europejskich w sezonie 1995/96. Łącznie przez 4 sezony w 90 spotkaniach strzelił 62 bramki. 
W 1996 przeniósł się do Łucz-Eniergija Władywostok, lecz w połowie sezonu 1997/98 wrócił do kraju, gdzie zasilił Dinamo Zugdidi. W sezonie 1999/2000 po raz drugi występował w Margweti Zestaponi. W sezonie 2000/01 grał dla Guria Lanczchuti, po czym po raz trzeci wrócił do Margweti. Od 2002 grał w Guria Lanczchuti, dla której przez 6 lat zagrał 130 razy, 39-krotnie pokonując bramkarzy rywali. Karierę zakończył w 2010 w Czkerimela FC.
| Sezon     | Klub                       | Kraj   | Rozgrywki          | Mecze | Bramki |
| --------- | -------------------------- | ------ | ------------------ | ----- | ------ |
| 1988      | Metalurgi Rustawi          | ZSRR   | Pierwaja liga ZSRR | 7     | 2      |
| 1989      | Metalurgi Rustawi          | ZSRR   | Pierwaja liga ZSRR | 27    | 8      |
| 1990      | FC Sairme Bagdati          | ZSRR   |                    | 32    | 24     |
| 1991      | FC Sairme Bagdati          | Gruzja |                    | 12    | 13     |
| 1991/92   | SK Samtredia               | Gruzja | Umaglesi Liga      | 36    | 18     |
| 1992/93   | Margweti Zestaponi         | Gruzja | Umaglesi Liga      | 20    | 4      |
| 1993/94   | Margweti Zestaponi         | Gruzja | Umaglesi Liga      | 11    | 1      |
| 1994/95   | Margweti Zestaponi         | Gruzja | Umaglesi Liga      | 29    | 17     |
| 1995/96   | Margweti Zestaponi         | Gruzja | Umaglesi Liga      | 30    | 40     |
| 1996      | Łucz-Eniergija Władywostok | Rosja  | Pierwyj diwizion   | 17    | 4      |
| 1997      | Łucz-Eniergija Władywostok | Rosja  | Pierwyj diwizion   | 13    | 2      |
| 1997/98   | Dinamo Zugdidi             | Gruzja | Umaglesi Liga      | 25    | 6      |
| 1998/99   | Dinamo Zugdidi             | Gruzja | Umaglesi Liga      | 11    | 6      |
| 1999/2000 | Margweti Zestaponi         | Gruzja | Pirveli Liga       | 20    | 11     |
| 2000/01   | Guria Lanczchuti           | Gruzja | Pirveli Liga       | 30    | 9      |
| 2001/02   | Margweti Zestaponi         | Gruzja | Umaglesi Liga      | 13    | 11     |
| 2002/03   | Margweti Zestaponi         | Gruzja | Umaglesi Liga      | 19    | 6      |
| 2002/03   | Guria Lanczchuti           | Gruzja | Pirveli Liga       | 11    | 5      |
| 2003/04   | Guria Lanczchuti           | Gruzja | Pirveli Liga       | 25    | 11     |
| 2004/05   | Guria Lanczchuti           | Gruzja | Pirveli Liga       | 29    | 5      |
| 2005/06   | Guria Lanczchuti           | Gruzja | Pirveli Liga       | 24    | 7      |
| 2006/07   | Guria Lanczchuti           | Gruzja | Pirveli Liga       | 22    | 7      |
| 2007/08   | Guria Lanczchuti           | Gruzja | Pirveli Liga       | 5     | 1      |
| 2009/10   | Czkerimela FC              | Gruzja |                    | 2     | 0      |

## Sukcesy
Margweti Zestaponi
- Król strzelców Umaglesi Liga (1): 1995/96 (40 bramek)
- Europejski Złoty But (1): 1995/96 (40 bramek)